# Pieter van Empthusen
Pieter van Empthusen (auch Pieter van Emthusen) war ein niederländischer Bildhauer des Barocks.

## Leben und Werk
Pieter van Empthusen hatte in den Jahren von 1678 bis 1679 für den Hof von Hannover zum Preis von 2010 Thalern verschiedene Plastiken als Bildwerke der griechischen Sagen geschaffen. 1681 kam er von Nijmegen persönlich nach Hannover, um bis Februar 1682 im Großen Garten von Hannover-Herrenhausen die Aufstellung seiner Skulpturen im Parterre des Gartentheaters sowie an der Kaskade zu überwachen.